# 스웨덴어 사용 핀란드인
| 연도 | 백분율 |
| ---- | ------ |
| 1610 | 17.5%  |
| 1749 | 16.3%  |
| 1815 | 14.6%  |
| 1880 | 14.3%  |
| 1900 | 12.9%  |
| 1920 | 11.0%  |
| 1940 | 9.5%   |
| 1950 | 8.6%   |
| 1960 | 7.4%   |
| 1980 | 6.3%   |
| 1990 | 5.9%   |
| 2000 | 5.6%   |
| 2010 | 5.4%   |
| 2020 | 5.2%   |

스웨덴어를 사용하는 핀란드인(스웨덴어: finlandssvenskar, 핀란드어: suomenruotsalaiset, 영어: Swedish-speaking Finns, Finland-Swedes, Finnish Swedes, Swedish Finns)은 핀란드에서 언어적 소수를 이루고 있다. 방언들과 표준언어 모두 핀란드 스웨덴어라고 불리며, 모두 스웨덴에서 사용하는 방언들과 서로 뜻을 주고받을 수 있다.
스웨덴어는 약 26만 5천 명이 핀란드 본토에서, 2만 5천명이 올란드 제도에서 사용하고 있으며 모두 합해 전체 인구의 약 5.5%에 이른다. 핀란드 정계에서는 핀란드 스웨덴인당이라는 정당이 스웨덴어 사용 핀란드인의 권익을 대변한다.

## 주요 인물
- 리누스 투르발스
- 라르스 알포르스
- 장 시벨리우스
- 칼 구스타프 에밀 만네르헤임
- 몬티 와이드니어스 MySQL

## 같이 보기
- 핀란드의 인구
- 페노마니아